# Maladie de Danon
La maladie de Danon est une maladie génétique liée au chromosome X et associant une atteinte musculaire et cardiaque. Il s'agit d'une maladie lysosomale due à un déficit en LAMP2.

## Historique
Elle a été décrite par Morice J. Danon en 1981. L'identification du gène responsable a été faite en 2000.

## Épidémiologie
La maladie concerne 4 à 6 % des cardiopathies hypertrophiques de l'enfant.

## Description
Le tableau associe une atteinte cardiaque (qui en fait le pronostic), une faiblesse musculaire, des troubles cognitifs. La maladie cardiaque est fréquemment associée avec un syndrome de Wolff-Parkinson-White, avec un risque important de mort subite. L'analyse anatomopathologique du cœur montre une fibrose interstitielle importante, des cardiomyocytes hypertrophiques, avec présence de vacuoles cytoplasmiques ainsi qu'une désorganisation des myofibrilles.
L'atteinte cardiaque consiste en une cardiomyopathie hypertrophique importante avec fraction d'éjection effondrée.

## Évolution
Chez l'homme, l'atteinte est sévère aboutissant au décès avant 25 ans en l'absence de transplantation cardiaque. La cardiomyopathie est de type hypertrophique.
Chez la femme, l'atteinte est plus tardive et la survie, sans transplantation, peut dépasser les 35 ans. La cardiomyopathie peut être hypertrophique ou dilatée. La différence du tableau pourrait être secondaire à un mosaïcisme secondaire au phénomène d'inactivation du chromosome X.

## Traitement
Une transplantation cardiaque peut être nécessaire.
Une thérapie génique est à l'étude.